# Tour de Longthorpe
La tour de Longthorpe (en anglais : Longthorpe Tower) est une tour de trois étages du début du XIVe siècle sous la charge de l'English Heritage. Elle se trouve dans le village de Longthorpe, actuel quartier de Peterborough au Royaume-Uni, à environ 3 km à l'ouest du centre-ville. 
Elle a été ajoutée en 1310 à un manoir fortifié. L'intérieur contient le plus bel exemple préservé, en Europe septentrionale, de peintures murales de l’Angleterre du Moyen Âge car elles se trouvaient protégées par une couche de calcimine. Les thèmes peints vont de l’« Encyclopédie spirituelle » du monde aux sujets religieux comme la roue de la vie, la Nativité et le Roi David.
Le site est classé et est monument historique.